# Улица Черникова (Ломоносов)
Улица Че́рникова — улица в городе Ломоносове Петродворцового района Санкт-Петербурга. Проходит от Краснофлотского шоссе (западнее дома 60) до дома 23.
Первоначальное название — деревня Дубки́ — появилось в конце XIX века. Дано по дубовой роще, расположенной севернее, на берегу Финского залива. По преданию, роща была посажена при участии Петра I. В конце XIX века здесь располагалось усадьба Дубки.
В январе 1968 года деревню Дубки переименовали в улицу Черникова — в честь первого председателя Ораниенбаумского городского совета рабочих и солдатских депутатов М. А. Черникова.

## Усадьба «Дубки»

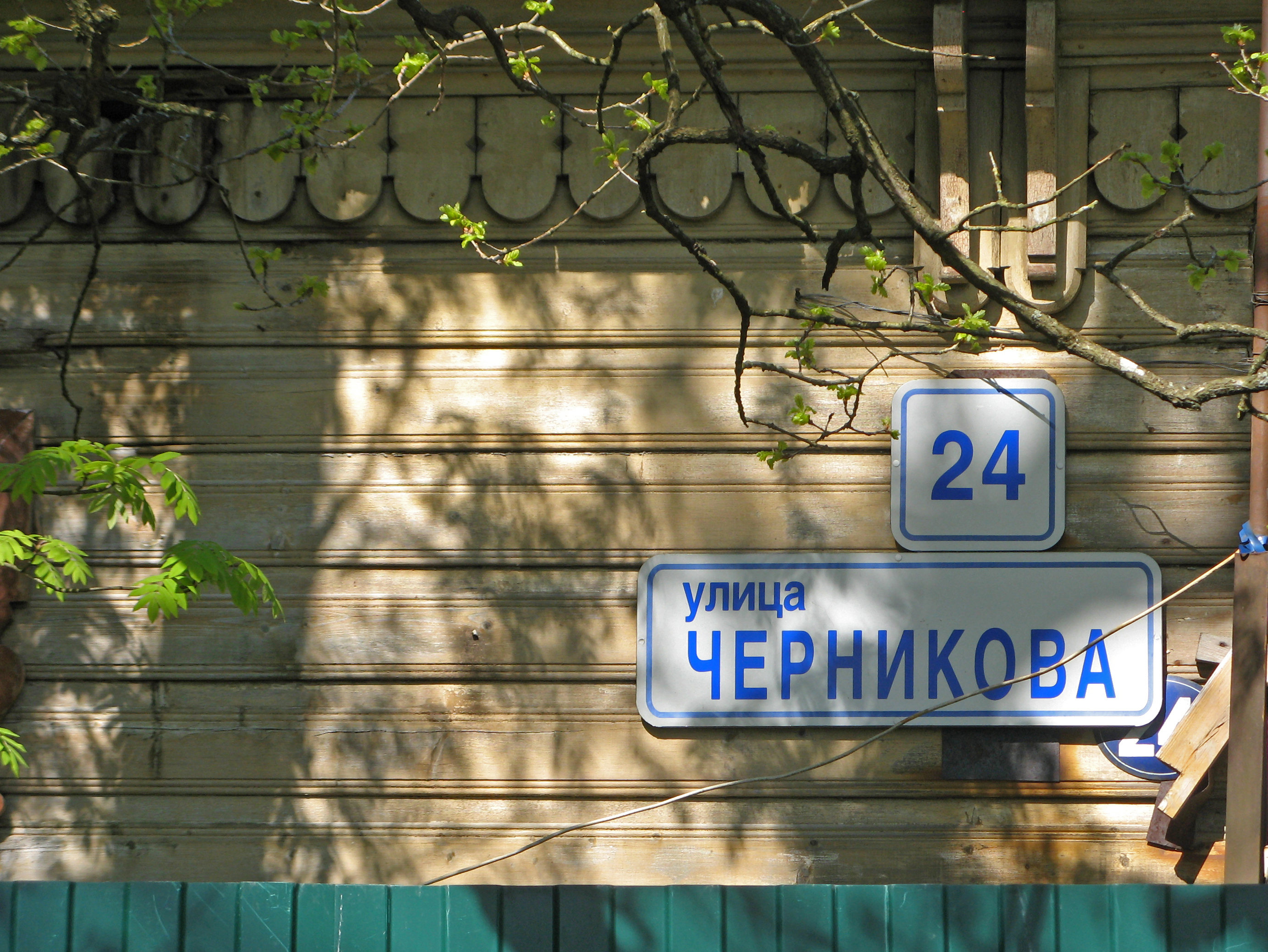
Номерной знак на доме садовника усадьбы «Дубки» (сейчас частный жилой дом)

Улица Черникова разрезает парк усадьбы «Дубки», являющийся зелёной зоной общего пользования, объектом культурного наследия регионального значения и объектом культурного наследия ЮНЕСКО (объект № 540-020e The Ratkov-Rozhnov’a Estate «Dubki»).
Усадьба была построена во второй половине XIX века, после 1877 года, когда эту территорию купил сенатор В. А. Ратьков-Рожнов. Композиционным центром парка был деревянный усадебный дом с видом на Финский залив. На берегу безымянного пруда расположилась одноэтажная деревянная веранда. Автором проекта был архитектор М. Ф. Петерсон.
В 1962—1965 годах основное здание реконструировали под жилой дом. А в 1997 году усадебный дом и веранда были полностью разобраны. В 2016 году оба здания планировалось снять с охраны.
Сейчас от усадьбы, помимо парка, сохранился фонтан и дом садовника на улице Черникова, 24.

## Застройка
- дом 36 — усадьба купца 1-й гильдии Карла Фёдоровича Винберга (конец XIX в.; объект культурного наследия регионального значения[6]). По предположению историка С. Б. Горбатенко, это одноэтажное здание могло быть оранжереей[7]. Фото здания опубликовано порталом Citywalls[8].